# Роджерс Мортон
Роджерс Кларк Баллард Мортон (англ. Rogers Clark Ballard Morton; 19 вересня 1914, Луїсвілл, Кентуккі — 19 квітня 1979, Істон, Меріленд) — американський політик, міністр внутрішніх справ США (1971—1975), міністр торгівлі США (1975—1976).

## Біографія

### Юність і початок кар'єри
Народився у родині лікаря Девіда Кларка Мортона. Його брат Трастон Мортон також вибрав політичну кар'єру, був головою Національного комітету Республіканської партії і представляв штат Кентуккі у Палаті представників, а потім у Сенаті Конгресу Сполучених Штатів.
У 1937 р. закінчив Єльський університет, в якому належав до братерства Дельта Каппа Епсилон. Потім, вирішивши стати лікарем, як і його батько, поступив до Колумбійського університету, спеціалізуючись на хірургії. Однак через рік перервав навчання.
У 1938 р. вступив на службу до ВМС Сполучених Штатів, проте незабаром був комісований через проблеми зі спиною. Після цього займався борошномельним бізнесом, що належав родині його матері. У 1941 р., на самому початку Другої світової війни, був зарахований до війська самохідної польової артилерії, брав участі у бойових діях в Європі. Демобілізувався у званні капітана у 1945 р.
Після війни повернувся до родинного бізнесу: у 1947—1951 рр. очолював компанію Ballard & Ballard. У 1952 р. його бізнес був об'єднаний з Pillsbury Flour Company, де він протягом декількох років працював на посаді директора і члена виконавчого комітету.

### Політична кар'єра
У 1947 р. вперше взяв участь у виборах, допомагаючи братові Трастону стати членом Палати представників від штату Кентуккі. На початку 1950-х рр. переїхав до Меріленду, де зайнявся тваринництвом. У 1962 р. на виборах до Палати представників переміг чинного конгресмена Томаса Френсіса Джонсона. Переобирався ще чотири терміни, аж до 1971 р. Активно працював над законами, спрямованими на збереження екології Чесапікскої затоки, створенням національного парку островів Ассатіг (Assateague Island), підтримав «Закон про цивільні права» (1964), але голосував проти його редакції 1968 р.
У ході передвиборної президентської кампанії Річарда Ніксона активно вів блок, пов'язаний з питаннями навколишнього середовища, розглядався як можливий кандидат на посаду віце-президента. За його внесок у перемогу на виборах був призначений на посаду голови Національного комітету Республіканської партії.
У 1971—1975 рр. — Міністр внутрішніх справ США. На цій посаді особливих досягнень не домігся, навпаки, міністерство позбулося низки важливих функцій. Наприклад, під час нафтової кризи 1973 року, підрозділ, що відповідає за напрямок нафти і природного газу було передано Управлінню мобілізаційної готовності. Крім того, саме він оголосив про будівництво Трансаляскінської трубопровідної системи, хоча не впливав на визначення її маршруту. На момент відходу у відставку піддавався критиці з боку ЗМІ за безініціативність.
У 1975—1976 рр. — Міністр торгівлі США. Потім був переведений на посаду «спеціального радника президента», що консультує главу держави з питань внутрішньої і економічної політики. Він також увійшов до складу передвиборного штабу Джеральда Форда. У квітні 1976 став головою передвиборного штабу, але у кінці серпня того ж року був замінений на цій посаді на Джеймса Бейкера.
Після відходу у відставку у 1976 р. повернувся на свою ферму «Presqu'isle» у штаті Меріленд.